# Atlas linguistique de la Suisse alémanique
L’Atlas linguistique de la Suisse alémanique (Sprachatlas der deutschen Schweiz en allemand, SDS en sigle) est un projet d'atlas linguistique de la Suisse alémanique publié de 1962 à 1997 en 8 volumes.

## Publications
- (de) Rudolf Hotzenköcherle, Sprachatlas der deutschen Schweiz, Einführungsband A: Zur Methodologie der Kleinraumatlanten. B: Fragebuch. Transkriptionsschlüssel. Aufnahmeprotokolle, Bern, Francke, 1962 (ISBN 978-3-7720-0736-1)
- (de) Rudolf Hotzenköcherle et Rudolf Trüb, Sprachatlas der deutschen Schweiz, vol. 1 : Lautgeographie I: Vokalqualität, 1962 (ISBN 978-3-7720-0737-8)
- (de) Rudolf Hotzenköcherle et Rudolf Trüb, Sprachatlas der deutschen Schweiz, vol. 2 : Lautgeographie II: Vokalität – Konsonantismus, 1965 (ISBN 978-3-7720-0738-5)
- (de) Rudolf Hotzenköcherle et Rudolf Trüb, Sprachatlas der deutschen Schweiz, vol. 3 : Formengeographie, 1975 (ISBN 978-3-7720-1194-8)
- (de) Rudolf Hotzenköcherle et Rudolf Trüb, Sprachatlas der deutschen Schweiz, vol. 4 : Formengeographie, 1969 (ISBN 978-3-7720-0739-2)
- (de) Rudolf Hotzenköcherle, Robert Schläpfer, Rudolf Trüb et Stefan Sonderegger (préf. Robert Schläpfer, Rudolf Trüb. Ill. v. Erwin Zimmerli, Urs Zimmerli), Sprachatlas der deutschen Schweiz, vol. 5 : Wortgeographie II: Menschliche Gemeinschaft – Kleidung – Nahrung, 1983 (ISBN 978-3-7720-1528-1)
- (de) Walter Haas, Doris Handschuh, Rudolf Trüb, Rolf Börlin, Hansueli Müller et Christian Schmid-Cadalbert, Sprachatlas der deutschen Schweiz, vol. 6 : Wortgeographie III: Umwelt, 1988 (ISBN 978-3-7720-1652-3)
- (de) Doris Handschuh, Elvira Jäger, Christian Schmid-Cadalbert et Rudolf Trüb (dir.), Sprachatlas der deutschen Schweiz, vol. 7 : Wortgeographie IV: Haus und Hof, 1994 (ISBN 978-3-7720-1996-8)
- (de) Hans Bickel, Doris Handschuh, Elvira Jäger, Christian Schmid-Cadalbert et Rudolf Trüb (dir.), Sprachatlas der deutschen Schweiz, vol. 8 : Wortgeographie V: Haustiere – Wald- und Landwirtschaft, 1997 (ISBN 978-3-7720-1997-5)
- (de) Rudolf Trüb (en collaboration avec Lily Trüb), Sprachatlas der deutschen Schweiz, Abschlussband. Werkgeschichte, Publikationsmethode, Gesamtregister, 2003 (ISBN 978-3-7720-1999-9)
- (de) Helen Trüb, Elvira Glaser et Matthias Friedli, Kleiner Sprachatlas der deutschen Schweiz, Abschlussband. Werkgeschichte, Publikationsmethode, Gesamtregister, Frauenfeld, Verlag Huber, 2010 (ISBN 978-3-7193-1524-5)